# Серошапочный сорокопутовый виреон
Серошапочный сорокопутовый виреон (лат. Vireolanius leucotis) — вид птиц из семейства виреоновых. Выделяют четыре подвида.

## Распространение
Обитают в Южной Америке на территории Боливии, Бразилии, Колумбии, Эквадора, Французской Гвианы, Гайаны, Перу, Суринама и Венесуэлы. Естественная среда обитания — влажные равнинные и влажные горные леса.

## Описание
Длина тела 14—15 см, масса 21,5—30 г. У представителей номинативного подвида корона и затылок серо-голубые. Лоб и область под глазом ярко-жёлтые.

## Биология
Питаются преимущественно членистоногими.
МСОП присвоил виду охранный статус LC.